# Ayuntamiento de Colombo
El Ayuntamiento de Colombo (en cingalés: කොළඹ නගර ශාලාව, en tamil: நகர மண்டபம், கொழும்பு) es la sede del Consejo Municipal de Colombo y la oficina del alcalde de Colombo. Construido frente al Parque Viharamahadevi, Colombo, Sri Lanka, es el lugar de reunión del consejo municipal electo.
En 1921, el renombrado urbanista escocés, el profesor Patrick Geddes, recomendó que el Ayuntamiento construyera un gran edificio municipal central y digno para albergar el consejo, una sala de recepción pública, la oficina del alcalde y una biblioteca pública. La necesidad de la Biblioteca Pública de Colombo fue atendida por una donación filantrópica de un edificio por el Dr. W. Arthur Silva en 1925. Este edificio, Sirinivasa, es ahora la residencia oficial del alcalde.
En 1922, el Consejo Municipal de Colombo realizó un concurso internacional de diseño arquitectónico y, en noviembre de ese año, de los 32 planos presentados, el diseño ganador fue dibujado por SJ Edwards, del estudio de arquitectura Ralph Booty & Co. Al otorgar el premio, el Arquitecto del Gobierno del Departamento de Obras Públicas de Ceilán, Austin Woodeson, escribió:

"Los edificios están admirablemente dispuestos en el sitio; las dependencias están bien aisladas, pero son muy accesibles. El edificio principal se destaca prominentemente y ofrece vistas agradables desde todos los ángulos. Las carreteras de conexión están bien diseñadas. Los detalles y los planos están excelentemente dibujados e ilustran de manera artística un diseño muy sorprendente y efectivo". "Los caminos de conexión están bien trazados. En la planta baja los pasillos son sencillos, directos y bien iluminados. La disposición general de los departamentos y habitaciones es excelente y de lo más conveniente para el acceso, circulación e intercomunicación tanto para el público como para el personal. En los pisos superiores, las oficinas están admirablemente dispuestas. La sala del Consejo es un magnífico apartamento con amplio espacio para el público provisto en una galería elevada". "Esta disposición gana muchos puntos favorables para este diseño. Los alzados son muy dignos y refinados. La vista en perspectiva muestra un grupo de edificios muy impresionante coronado por una cúpula y una torre de finas proporciones. Los detalles y planos están excelentemente dibujados, e ilustran de manera artística un diseño de lo más impactante y efectivo."

La primera piedra del ayuntamiento fue colocada el 24 de mayo de 1924 por el alcalde de Colombo, Thomas Reid, CCS. La construcción del edificio estuvo a cargo de AA Gammon & Co y cuatro años después, el 9 de agosto de 1928, fue inaugurado formalmente por el gobernador Sir Herbert Stanley KCMG. El costo del nuevo ayuntamiento se cubrió en gran parte con los ingresos generados por el Ayuntamiento, sin tomar ningún préstamo del gobierno central y, como resultado, durante años las finanzas municipales se agotaron.

## Diseño arquitectónico

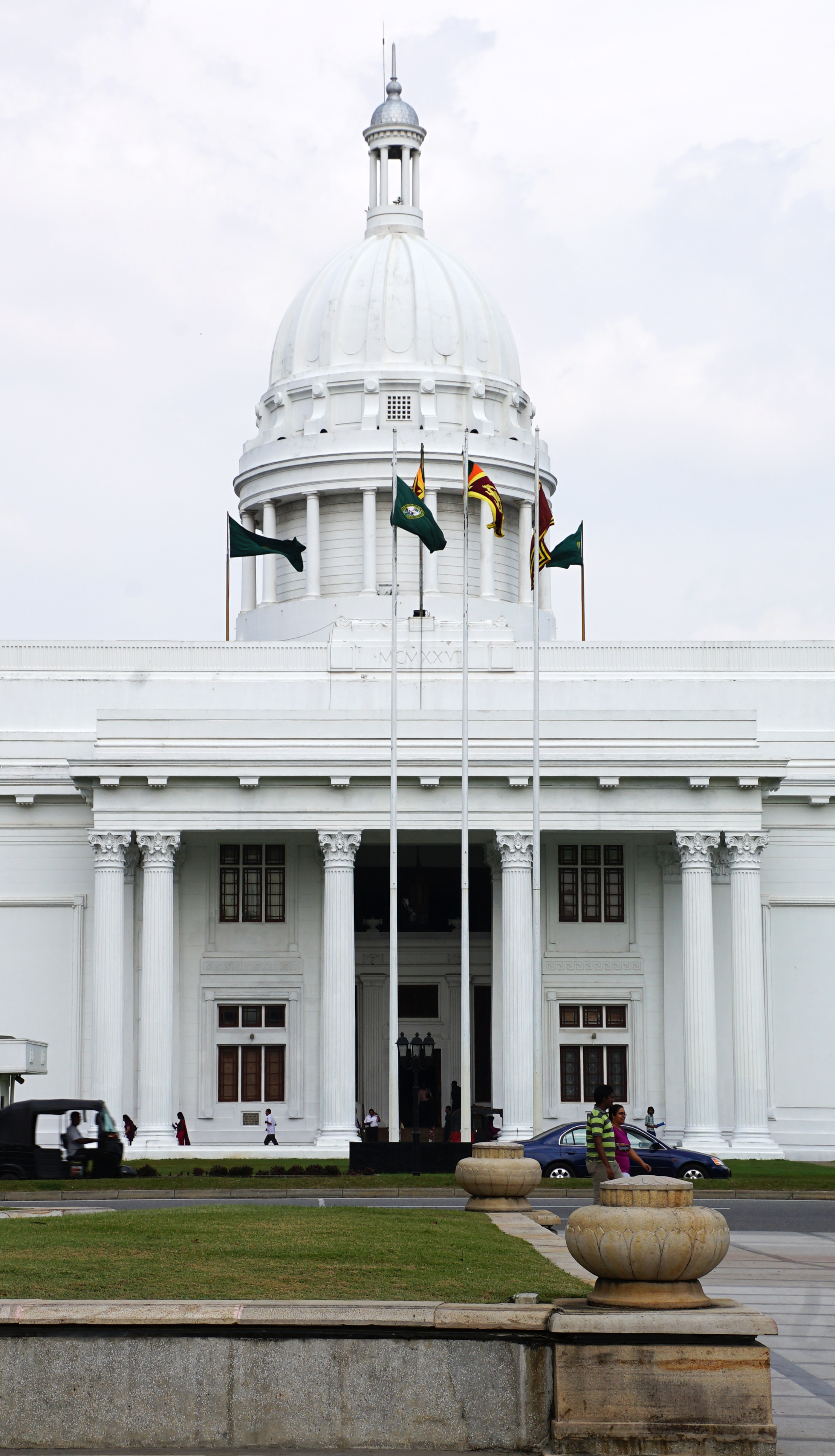
Cúpula y porche delantero

El diseño de Edwards se basa en gran medida en el edificio del Capitolio de estilo neoclásico de L'Enfant en Washington D. C.
La sala del Consejo está ubicada en el centro del bloque en el primer piso coronado por una cúpula. A ambos lados y en el eje longitudinal hay un patio abierto rodeado en cada planta por los diferentes departamentos del Ayuntamiento. La entrada principal y el pasillo de la escalera están situados en el centro de la fachada frontal, mirando directamente al Parque Viharamahadevi, con las dos entradas para el personal en las dos esquinas remotas de la fachada en la parte trasera. Hay seis columnas corintias en el pórtico principal, seis a cada lado del frente y diez columnas a cada lado del edificio. Las columnas son cada 11,6 m (38,1 pies) de altura. el edificio es 108 m (354,3 pies) de longitud y 51,3 m (168,3 pies) de ancho y la altura total del edificio es igual a su ancho.
Aunque se han realizado muchas alteraciones al diseño original, el edificio todavía posee algunas características que no han sido tocadas por las renovaciones modernas. La sala del consejo y su mobiliario, incluidas las lámparas originales y las bases de las lámparas, aún están intactos. Todas las puertas y ventanas del edificio son originales, así como las lámparas ornamentales de la escalera que conduce al segundo piso desde el vestíbulo.